# Michael Levitt
Michael Levitt,  FRS (født 9. maj 1947) er en amerikansk/britisk/israelsk biofysiker og professor i strukturel biologi ved Stanford University fra 1987. I 2013 modtog Levitt nobelprisen i kemisammen med Martin Karplus og Arieh Warshel, for "udvikling af multiskalamodeller for komplekse kemiske systemer"..  Blandt hans studerende er kendte professorer som Steven Brenner, Cyrus Chothia, Valerie Daggett, Mark Gerstein, Julian Gough Ram, Gunnar Schroder,  Gaurav Chopra, Peter Minary, Abraham Olivier Samson, Xuhui Huang, og andre.